# 24998 Hermite
24998 Hermite este o planetă minoră (asteroid), cu un diametru de , din centura de asteroizi. A fost descoperită pe 28 iulie 1998 la Prescott Observatory⁠(d) de Paul G. Comba⁠(d) și a fost numită după Charles Hermite. 
Obiectul prezintă o orbită caracterizată de o semiaxă mare de 2,269093 UAi, o excentricitate de 0,1219, o înclinație de 1,97084 ° în raport cu ecliptica.